# Leopoldo Sánchez Díaz
Leopoldo Gaspar Sánchez Díaz (Vilafranca do Bierzo, 23 de setembre de 1830 - La Corunya, 27 de gener de 1901), també conegut com a Leopoldo Sánchez del Bierzo, va ser un pintor espanyol. Format a la Reial Acadèmia de Belles Arts de Sant Ferran, va especialitzar-se sobretot en el retrat, amb un estil influència del seu mestre, Federico de Madrazo. Va treballar com a professor a les escoles de Belles Arts de Cadis i La Corunya i va ser acadèmic corresponent de Sant Ferran des de 1880.

## Biografia

### Orígens
Sánchez va néixer el 23 de setembre de 1830 a Vilafranca do Bierzo (Lleó), fill d'Antonio Sánchez Landajuela, natural de la mateixa localitat, i d'Estanislada Díaz, originària de La Puebla de Montalbán (Toledo). No es tenen dades de la seva infància i adolescència, que segurament va passar a la seva vila nadiua.

### Formació
Va matricular-se el 1848 a la Reial Acadèmia de Belles Arts de Sant Ferran. Aleshores tenia 18 anys, una edat avançada en comparació a la immensa majoria dels estudiants, que accedien abans de complir els 15 anys. Va tenir com a professors a José i Federico de Madrazo, el darrer dels quals el va influenciar notablement, i amb qui segurament va arribar a travar amistat, com demostra el fet que Madrazo fes dos retrats del seu deixeble el 1857 i 1870. Altres alumnes amb qui va compartir estudis van ser Eduardo Rosales, Raimundo de Madrazo, Vicente Palmaroli i Antoni Gisbert.

### Activitat professional
Encara sent alumne de l'acadèmia va participar amb dos retrats a l'Exposició Nacional de Belles Arts de 1855, on va rebre menció d'honor. Després no hi va tornar a participar de nou fins a 1866, presentar dos retrats més i Assumpte de Gil Blas, i va ser premiat amb la medalla de tercera classe.
Segurament mercès del ressò d'obtenir la medalla, el 1867-1868 imparteix l'assignatura de Dibuix de figura de l'Escola de Belles Arts de Cadis. Poc després, per al curs de 1869-1870, es trasllada a La Corunya per impartir la mateixa matèria a l'Acadèmia Provincial de Belles Arts. Al mateix període retorna breument a Cadis i després a Madrid, sense saber-se el motiu exacte de l'estada.El 1870 va obtenir, per oposició, la càtedra de Dibuix d'ornament de l'Acadèmia Provincial de Belles Arts de La Corunya. A partir del curs de 1873-1874 s'ocupa també de la classe d'Anatomia pictòrica.
L'octubre de 1880 va ser nomenat acadèmic corresponent per La Corunya de la Reial Acadèmia de Belles Arts de Sant Ferran. Aquest nomenament va ser un estímul per a l'artista, que va tornar a participar en l'Exposició Nacional de Belles Arts amb un total de sis retrats, però no va rebre cap premi, i des d'ençà aleshores es va dedicar exclusivament a la docència, si bé també va formar part dels tribunals d'oposicó a càtedres de l'Acadèmia de Belles Arts de Sant Ferran.

### Mort
Jubilat des de feia un temps, Sánchez va morir a La Corunya el 27 de gener de 1901 als 70 anys a causa d'un càncer d'estómac. Va ser enterrat al cementiri de San Amaro. La seva vídua va rebre una pensió anual de 750 pessetes a càrrec del Mont de Pietat d'Oficines.

## Obra
Sánchez es va especialitzar en el retrat, bona part de la seva obra està dedicada a aquest gènere, però també va pintar obres costumistes, religioses, mitològiques i, en menor mesura, d'història. El seu estil va anar variant amb els anys, des del neoclassicisme influència dels seus mestres, amb un dibuix detallat i acurat, va anar aproximant-se a tècniques més properes a l'impressionisme a la darrera etapa de la seva vida.
Entre d'altres, és autor del retrat d'Amalaric de la Sèrie Cronològica dels Reis d'Espanya del Museu del Prado, i de l'al·legoria de l'interior del monument aixecat al cementiri de San Nicolás en honor a Mendizábal, Argüelles i Calatrava, que representa L'autoritat jurant la llei sobre el llibre de l'Evangeli. També de diverses làmines de l'Álbum artístico de Toledo i de la col·lecció de quadres selectes de la Reial Acadèmia de Belles Arts de Sant Ferran.

### Galeria
- Còpia del Crist crucificat de Velázquez (s. XIX)
- Retrat d'Amalaric (1855)
- Retrat d'Alfons XII (ca. 1875/85)